# Robin's Nest
Robin's Nest is een Britse sitcom die van 11 januari 1977 tot 31 maart 1981 uitgezonden werd door de Britse zender ITV. Er werden in zes seizoenen 48 afleveringen gemaakt. Richard O'Sullivan hernam de rol van Robin Tripp, een hoofdpersonage uit de sitcom Man About the House (Man over de vloer), die tussen 1973 en 1976 op ITV te zien was. De serie heeft Tessa Wyatt als Robins vriendin en latere vrouw Vicky, en Tony Britton als haar vader. O'Sullivan en Wyatt waren destijds een koppel in het echte leven en kregen samen een zoon.

## Verhaal
Robin Tripp en Vicky Nicholls zijn een ongehuwd stel dat een appartement deelt boven een verlaten Chinees afhaalrestaurant van Vicky's vader James. Vicky weigert met Robin te trouwen ondanks zijn voortdurende aanzoeken, omdat ze een hekel heeft aan het huwelijk nadat ze getuige is geweest van het slechte huwelijk en de scheiding van haar ouders. Robin opent een Franse bistro genaamd Robin's Nest in het leegstaand restaurant, samen met de onhandige eenarmige afwasser Albert Riddle en met James als zijn zakenpartner en huisbaas. James, die de woonregeling van Robin en Vicky afkeurt, bemoeit zich regelmatig met de uitbating van het restaurant. James botst ook regelmatig met zijn ex-vrouw Marion. Robin en Vicky trouwen uiteindelijk en Vicky bevalt van een tweeling. Aan het einde van de laatste aflevering vertelt Vicky Robin dat ze weer zwanger is.

## Rolverdeling
- Richard O'Sullivan - Robin Tripp
- Tessa Wyatt - Victoria (Vicky) Nicholls
- Tony Britton - James Nicholls
- David Kelly - Albert Riddle
- Peggy Aitchison - Gertrude
- Honor Blackman/Barbara Murray - Marion Nicholls

## Trivia
- De Amerikaanse remake Three's a Crowd, een vervolg op Three's Company dat op zijn beurt gebaseerd was op Man About the House, was geen succes en duurde slechts één seizoen.